# David Evans (chimiste)
Pour les articles homonymes, voir David Evans et Evans.
David A. Evans (né le 11 janvier 1941 et mort le 29 avril 2022) est professeur émérite au département de chimie et de biologie chimique de l'université Harvard,. 
Il est une figure de proue dans le domaine de la chimie organique et ses recherches se concentrent sur la chimie de synthèse, à savoir la synthèse chimique et la synthèse totale, en particulier celle des grandes molécules biologiquement actives. Parmi ses travaux les plus connus figure le développement de la méthodologie de réaction de l'aldol (par exemple, la méthode de l'acyl oxazolidinone d'Evans).

## Parcours académique
David Evans est né le 11 janvier 1941 à Washington. Il a obtenu son baccalauréat ès arts de l'Oberlin College en 1963, où il a travaillé avec Norman Craig (en). Il a commencé ses études supérieures à l'université du Michigan avec Robert E. Ireland, mais a déménagé avec le groupe irlandais au California Institute of Technology où il a obtenu son doctorat en 1967,,.
David Evans a commencé sa carrière de chercheur indépendant à l'université de Californie à Los Angeles, où il s'est joint à la faculté en 1967 et est devenu professeur titulaire en 1974. Il a ensuite déménagé à l'Institut de technologie de Californie et y est resté jusqu'en 1983, date à laquelle il est retourné à l'université Harvard. Il a été nommé professeur Abbott et James Lawrence de chimie en 1990, a été président du département de chimie et de biologie chimique de 1995 à 1998 et a pris sa retraite de la faculté, devenant professeur émérite en 2008,.

## Recherche
David Evans a apporté de nombreuses contributions scientifiques dans le domaine de la chimie organique. Bien qu'il soit surtout connu pour ses travaux sur la réaction de l'aldol, il a également mis au point une méthodologie pour les réarrangements anioniques oxy-Cope, les hydroborations catalysées par des métaux et les réactions catalytiques énantiosélectives basées sur les ligands bis-oxazoline (en). On lui doit la réduction Evans-Saksena (en), et la réaction Evans-Tishchenko (en).

## Prix et distinctions
- Élu à l'Académie nationale des sciences en 1984[2],[10].
- Élu à l'Académie américaine des arts et des sciences en 1988[2].
- Élu Fellow de l'Association américaine pour l'avancement des sciences en 1992[2].
- Tetrahedron Prize pour la créativité en chimie organique et biochimie médicale, 1998[11]
- Prix Arthur C. Cope, American Chemical Society, 2000[2],[12].
- Prix Ryōji Noyori (en) de la Société de chimie organique synthétique, 2006[2].
- Prix Roger Adams en chimie organique de l'American Chemical Society, 2013[2],[13].